# Onthophagus gajo
Onthophagus gajo är en skalbaggsart som beskrevs av Jan Krikken 1977. Onthophagus gajo ingår i släktet Onthophagus och familjen bladhorningar. Inga underarter finns listade i Catalogue of Life.